# Ana Gros

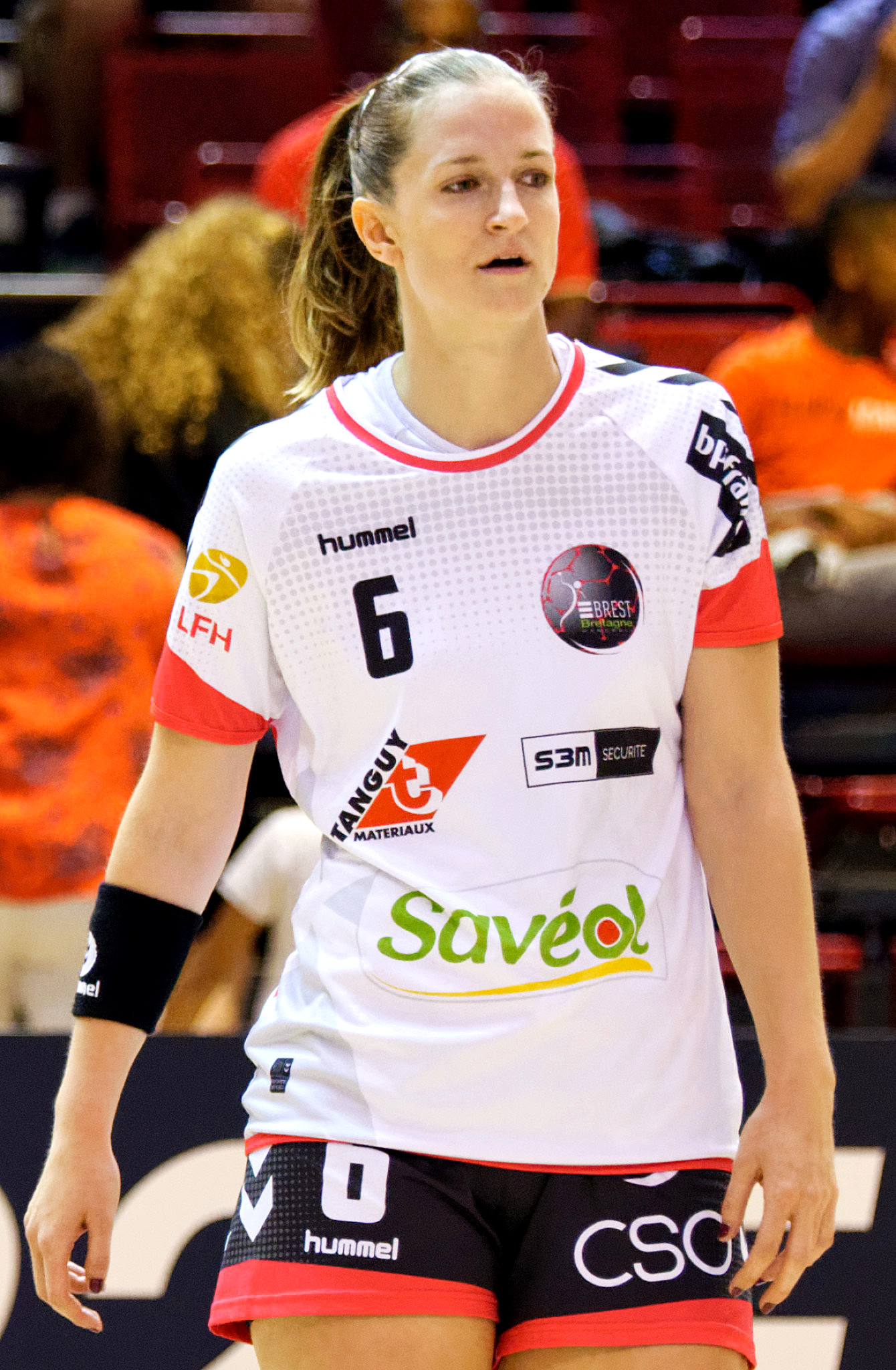
Ana Gros med franska Brest Bretagne HB, 2018.

Ana Gros, född 21 januari 1991 i Velenje, är en slovensk handbollsspelare (högernia). Hon har spelat över 100 landskamper för Sloveniens landslag.

## Klubbar
- ŽRK Velenje (2001–2005)
- RK Olimpija (2005–2009)
- RK Krim (2009–2010)
- Győri ETO KC (2010–2012)
- Thüringer HC (2012–2013)
- Metz HB (2014–2018)
- Brest Bretagne HB (2018–2021)
- CSKA Moskva (2021–2022)
- RK Krim (2022)
- Győri ETO KC (2022–2024)
- RK Krim (2024–)